# Мънъфий (окръг, Кентъки)
Окръг Мънъфий (на английски: Menifee County) е окръг в щата Кентъки, Съединени американски щати. Площта му е 534 km², а населението - 6556 души (2000). Административен център е град Френчбърг.